# شمس‌الدین خویی
شمس‌الدین ابوالعباس احمدبن خلیل‌بن سعادة خویی‌، فیلسوف‌، پزشک و فقیه شافعی‌ بود که در ۱۱۸۷ ـ ۱۱۸۸ میلادی زاده شد.
ابتدا به تحصیل طب و فقه پرداخت‌ و پس از تولد پسرش‌، عازم بغداد شد و نزد ابن هبل اقامت گزید. بعدها، نزد علأالدین طاوسی (؟) در همدان و نزد فخرالدین‌ رازی احتمالاً در هرات تحصیل کرد.
شمس‌الدین خویی بناً به اظهار خودش کتاب‌های زیر را مطالعه نموده است : مسائل‌ حنین‌بن اسحاق‌، مرشد رازی‌، ذخیره‌ٴ ثابت‌بن قره‌، قانون ابن سینا. بعدها قاضی‌القضات دمشق شد، و در ۱۲۳۹ ـ ۱۲۴۰ میلادی در همان شهر درگذشت‌.

## آثار
- ینابیع العلوم (اقالیم التعالیم فی الفنون السبعة) : مجموعه‌حکایاتی است‌ درباره‌ٴ معارف هفتگانه‌، یعنی تفسیر، حدیث‌، فقه‌، ادب‌، طب‌، هندسه و حساب.
- السفینة النوحیة فی السکینة الروحیة : رساله ای است که با مجموعه‌ای از عقاید گروه‌های زیر درباره‌ٴ روح آغاز می‌شود: پزشکان‌، حکما، فلاسفه‌، صوفیه‌، عامه‌؛ سپس به رده‌بندی ارواح می‌پردازد ــ که ارواح نباتی پایین‌ترین مرتبه را حائز است‌، آنگاه از وسایل تهذیب روح بحث می‌کند و به‌ استنتاج شخصی می‌پردازد، که شامل تفصیلاتی از شرح حال خود نویسنده است‌.